# Sanāvand
Sanāvand (persiska: سناوند) är en ort i Iran.   Den ligger i provinsen Qom, i den centrala delen av landet, 160 km sydväst om huvudstaden Teheran. Sanāvand ligger 1 530 meter över havet och antalet invånare är 126.
Terrängen runt Sanāvand är kuperad västerut, men österut är den platt.Runt Sanāvand är det ganska tätbefolkat, med 100 invånare per kvadratkilometer. Närmaste större samhälle är Dastjerd, 7,2 km väster om Sanāvand. Trakten runt Sanāvand består i huvudsak av gräsmarker.